# Рубенілсон да Роша
Рубенілсон дос Сантос да Роша або просто Кану (порт.-браз. Rubenilson dos Santos da Rocha / Kanu; нар. 23 вересня 1987, Салвадор, Бразилія) — бразильський футболіст, півзахисник бельгійського клубу «Рюпель» (Бом).

## Клубна кар'єра
Народився в Салвадорі на півночі Бразилії, у 13-річному віці переїхав до Баруері, поблизу Сан-Паулу, щоб спробувати стати професіональним футболістом на півдні країни. Було чимало випадків, коли молодий чоловік змушений був спати на вулиці: насправді він був відомий тим, що протистояв небезпеці на вулицях Сан-Паулу, часто згадує Філіп Колін, який дізнався про молодого гравця завдяки пораді Павла, співробітника «Андерлехта» в Бразилії. На батьківщині на професіональному рівні розпочав кар'єру 2007 року в «Греміо Баруері», допоміг команді у вище вказаному сезоні зайняти 13-те місце в бразильській Серії B. У лютому 2008 року підсилив представника Ліги Паулісти «Жувентус» (Сан-Паулу). Виступав у команді до травня 2008 року. Потім побував на перегляді в нідерландському «Гронінгені», однак до підписання контракту справа так і не дійшла. Влітку 2008 року його помітили скаути «Андерлехта» й у липні 2008 року перейшов до вище вказаного клубу. 
Дебютував за нову команду 30 липня 2008 року в матчі другого кваліфікаційного раунду Ліги чемпіонів «Андерлехт» — БАТЕ (1:2).  Незважаючи на це, через травму коліна, яку отримав на старті сезону, відіграє лише один матч чемпіонату та три товариські поєдинки (У вищому дивізіоні бельгійського чемпіонату дебютував 19 грудня 2008 року в переможному поєдинку проти «Генка»). Першим голом за нову команду відзначився у поєдинку проти «Льєжа», а другим — у воротах «Кнокке». Наприкінці грудня 2008 року «Андерлехт» за 500 000 євро викупив його контракт у «Греміо», 24 грудня 2008 року Кану відправився в оренду до «Серкль» (Брюгге) до завершення сезону як частина переходу Тома Де Суттера в «Андерлехт». Дебютував за команду з Брюгге 16 січня 2009 року в поєдинку проти «Андерлехта». У «Серклі» провів хороший сезон, зіграв 13 матчів. Влітку повернувся до «Андерлехта».
У сезоні 2009/10 років провів 21 гру, з яких лише 8 розпочав у стартовому складі. У вище вказаному сезоні відзначився голом і допоміг виграти матч за Суперкубок.
У 2011 році здобув місце в Лізі чемпіонів, зіграв у матчах ТНС-«Андерлехт» (1:3) та «Партизан»-«Андерлехт» (2:2).
У Лізі Європи проводить три матчі: проти АЕКа (вдома та на виїзді) та «Зеніту», відзначився вирішальним голом у Санкт-Петербурзі. Виступи бельгійської команди завершилися поразкою від «Аякса» в 1/16 фіналу.
У чемпіонаті Бельгії 2010/11 дебютував в переможному (4:1) поєдинку проти «Ейпена». 21 серпня 2010 року відзначився своїм першим голом у новому сезоні в переможному (3:0) виїзному поєдинку проти «Локерена». У листопаді відзначився двома вирішальними голами за два тижні: проти «Гента» в Генті (1:2) і проти «Жерміналя» в Антверпені (0:1). 5 лютого 2011 року знову відзначився голом, цього разу в матчі проти «Сінт-Трейдена» (2:0).
18 лютого 2013 року з'явилася інформація про те, що бразилець досяг домовленості з грозненським «Тереком». 24 лютого президент «Терека» Магомед Даудов підтвердив перехід Кану. 10 березня 2013 року дебютував за «Терек» у матчі проти московського «Спартака» (1:3).
У червні 2016 року Кану залишив «Терек» та вільним агентом пішов до таїландського «Бурірам Юнайтед». Щоправда на початку сезону 2017 року отримав важку травму, через що встиш зіграти лише один кубковий матч. 7 лютого 2017 року клуб розірвав з ним контракт.
23 червня 2017 року, після відновлення від травми, підписав контракт з представником Першого дивізіону Кіпру, «Омонією». Дебютував за нову команду 10 вересня 2017 року в поєдинку першого туру сезону 2017/18 проти «Етнікоса» Ахни, в якому віддав результативну передачу на автора вирішального голу Метта Дербішира. «Омонія» не стала продовжувати контракт із 31-річним бразильським півзахисником. 13 липня 2018 року підписав контракт із середняком бельгійського чемпіонату «Кортрейком». За половину сезону 2018/19 років Кану відіграв 18 матчів, але відзначився лише 1-м голом.
17 січня 2019 року перейшов до «Ар-Раїда» із Саудівської Аравії, але вже 1 вересня цього ж року залишив клуб. Наприкінці березня 2021 року, транзитом через нижчоліговий кіпріотський «Ксілотумбу», перебрався до бразильського клубу четвертого дивізіону «Жуазейренсе». Влітку наступного року підсилив представника третього дивізіону чемпіонату Бельгії «Рюпель» (Бом).

## Стиль гри
Після травми та відсутності декількох важливих гравців у півзахисті фіолетових (Мбарк Буссуфа, Лукас Білья, Ян Полак і Шейху Куяте) Кану виборов собі місце в команді.
Його основна позиція — центральний півзахисник: однак тренерський штаб і товариші по команді досить часто викликають його у захист, хоча він знає, що йому потрібно покращити володіння м’ячем та спростити свою гру. За словами Германа Ван Голсбека, у нього є все, щоб взяти на себе роль Джелле Ван Дамма, але найбільша проблема Рубенілсона полягає в тому, що він бажає продемонструвати всі свої вміння.

## Особисте життя
Його прізвисько Кану походить від схожості з відомим нігерійським футболістом Нванкво Кану, коли він був молодим.
У нього є дружина Ірланд і дочка Яндара.

## Статистика виступів

### Клубна
| Сезон   | Клуб                   | Країна            | Змагання                               | Матчі | Голи |
| ------- | ---------------------- | ----------------- | -------------------------------------- | ----- | ---- |
| 2006/07 | «Греміо Баруері»       | Бразилія          | Серія B                                | 4     | 0    |
| 2007/08 | «Жувентус» (Сан-Паулу) | Бразилія          | Ліга Пауліста                          | 32    | 2    |
| 2008/09 | «Андерлехт»            | Бельгія           | Ліга Жупіле                            | 1     | 0    |
| 2008/09 | → «Серкль» (Брюгге)    | Бельгія           | Ліга Жупіле                            | 13    | 0    |
| 2009/10 | «Андерлехт»            | Бельгія           | Ліга Жупіле                            | 23    | 1    |
| 2010/11 | «Андерлехт»            | Бельгія           | Ліга Жупіле                            | 26    | 4    |
| 2011/12 | «Андерлехт»            | Бельгія           | Ліга Жупіле                            | 15    | 5    |
| 2012/13 | «Андерлехт»            | Бельгія           | Ліга Жупіле                            | 21    | 4    |
| 2012/13 | «Терек» (Грозний)      | Росія             | Прем'єр-ліга                           | 6     | 1    |
| 2013/14 | «Терек» (Грозний)      | Росія             | Прем'єр-ліга                           | 25    | 1    |
| 2014/15 | «Терек» (Грозний)      | Росія             | Прем'єр-ліга                           | 18    | 0    |
| 2015/16 | «Терек» (Грозний)      | Росія             | Прем'єр-ліга                           | 5     | 0    |
| 2016/17 | «Бурірам Юнайтед»      | Таїланд           | Тайська ліга 1                         | 0     | 0    |
| 2017/18 | «Омонія» (Нікосія)     | Кіпр              | Дивізіон А                             | 22    | 0    |
| 2018/19 | «Кортрейк»             | Бельгія           | Ліга Жупіле                            | 16    | 1    |
| 2018/19 | «Ар-Раїд»              | Саудівська Аравія | Професіональна ліга Саудівської Аравії | 13    | 1    |
| Загалом | Загалом                | Загалом           | Загалом                                | 240   | 20   |

## Досягнення
«Андерлехт»
- Ліга Жупіле
  -  Чемпіон (2): 2009/10, 2011/12

- Суперкубок Бельгії
  -  Володар (1): 2010